# Ducati 750SS i.E.

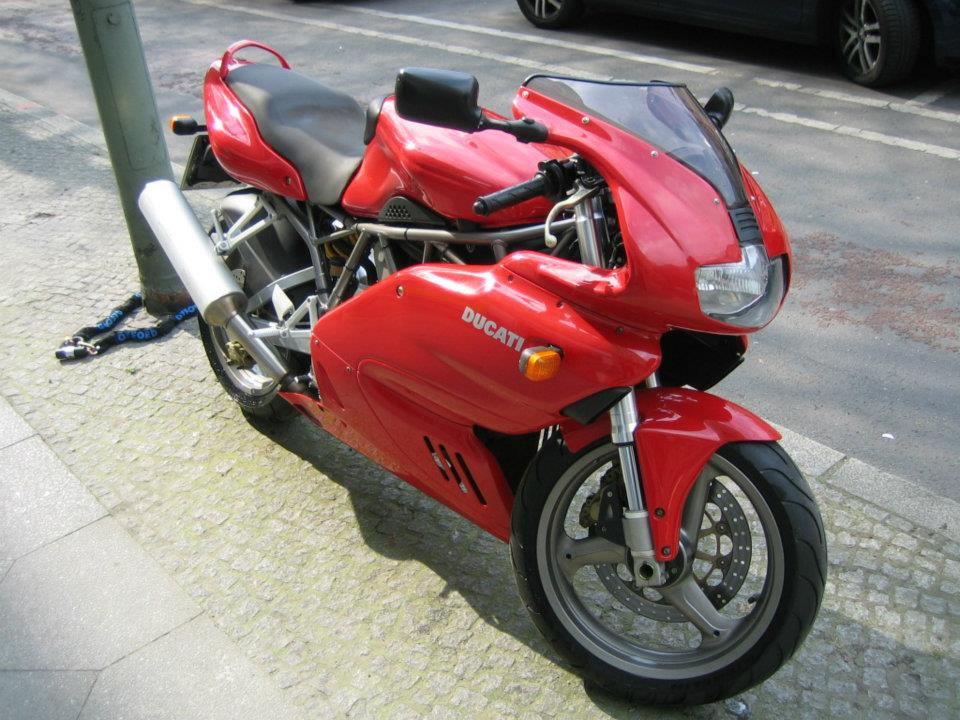
Ducati 750 SS i. e. (Baujahr 2001)

Die Ducati 750 SS i. e. ist ein Sportmotorrad des italienischen Herstellers Ducati. Das wichtigste Merkmal der Maschine ist der Luft/Öl-gekühlte 90°-V2-Motor mit zwei Ventilen pro Zylinder.
Sie wurde in den Jahren 1998 bis 2002 gebaut und stellte gemeinsam mit der größeren 900 SS i. e. die Ablöse der SS-Vergaser-Modelle dar. 

Die neuen SS i. E. Modelle konnten sich  nach Einschätzung einiger Beobachter nicht so etablieren wie die vergangenen Modelle. Dies wurde zu einem großen Teil dem neuartigen Design von Pierre Terblanché angelastet, sowie der damaligen Firmenpolitik im Hause Ducati: Sparmaßnahmen zur Folge sollte ein Großteil der Produktionsmaschinen und Werkzeuge unverändert bleiben, welches unveränderte Bauteile (z. B. Tankbodenblech) und somit Kompromisse im Design nach sich zog. Auch boten Mitbewerber bereits Maschinen mit deutlich höherer Leistung bei gleichem Hubraum im selben Preissegment an, was für die Klientel der Sportfahrer ein wichtiges Kaufkriterium darstellt.
Das Modell erschien auch in einer günstigeren Variante Ducati 750 Sport, welche sich technisch im Wesentlichen in einer statt zwei Vorderradbremsscheiben von dem teureren Modell unterscheidet und nur in mattschwarz erhältlich war.
Im Unterschied zur 900 ss i.e. hatte die 750 eine Schwinge aus Stahl statt Aluminium, und keine einstellbare Gabel, was sie fallweise zu hart wirken lassen mochte. 
Weiterhin fehlt ihr der sechste Gang sowie die Trockenkupplung.

## Technische Daten
| Hubraum:         | 748 cm³                                    |
| Zylinder:        | 2                                          |
| Bohrung × Hub    | 88 × 61,5 mm                               |
| Kompression      | 9:1                                        |
| Leistung:        | 64 PS bei 8250/min                         |
| Drehmoment:      | 60 Nm bei 6000/min                         |
| Einspritzanlage: | Magneti Marelli 1.5 CPU                    |
| Kraftstoff:      | Benzin 4T                                  |
| Abgasnorm:       | Euro 1                                     |
| Leergewicht:     | 181 kg                                     |
| Getriebe:        | 5 Gang                                     |
| Topspeed:        | 205 km/h                                   |
| Farben:          | rot, gelb (750 SS) mattschwarz (750 Sport) |